# Волошин, Назар Игоревич
Наза́р И́горевич Воло́шин (укр. Назар Ігорович Волошин; род. 17 июня 2003, Кременчуг, Полтавская область) — украинский футболист, полузащитник киевского «Динамо».

## Клубная карьера

### Первые годы
Родился в городе Кременчуг. Волошин начинал карьеру в харьковском «Металлисте», а затем продолжил выступления в академии киевского «Динамо».

### «Динамо» (Киев)
Выступал в молодежном чемпионате Украины, но так и не дебютировал за основной состав киевского «Динамо».

### Аренда в «Кривбассе»
В июле 2022 года Волошин подписал годичный контракт аренды с новоиспеченным клубом украинской Премьер-лиги «Кривбассом» и дебютировал в чемпионате в выездном матче против «Колоса» 23 августа 2022 года, в котором его команда проиграла 1:0.
В январе 2022 года продлил контракт с «Динамо» до 2027 года.

## Достижения

### Командные
«Динамо» (Киев)
- Чемпион Украины: 2024/25
- Серебряный призёр чемпионата Украины: 2023/24

Сборная Украины
- Победитель турнира в Тулоне: 2024

### Личные
- Обладатель премии «Золотой талант Украины»: 2022 (U19)